# Церковь Собора Пресвятой Богородицы (Матков)
Церковь Собора Пресвятой Богородицы (укр. Церква Собору Пресвятої Богородиці) — деревянный храм украинской грекокатолической церкви в селе Матков, построенный в 1838 году. Памятник бойкивской архитектуры и монументального искусства. 21 июня 2013 на 37-й сессии Комитета Всемирного наследия ЮНЕСКО, проходившей в Камбодже, церковь Собора Пресвятой Богородицы, вместе с другими деревянными церквями Карпатского региона, была включена в список всемирного наследия ЮНЕСКО.

## Описание
Церковь Собора Пресвятой Богородицы построена в 1838 году. Строили храм мастера Иван Мельникович и Василий Иваникович. Церковь расположена на невысоком холме в центральной части села, на расстоянии 250 м от автомобильной дороги, в долине реки Стрый.
Церковь трёхкупольная, трехъярусная, относится к храмам бойковского типа. Квадратные срубы расположены по оси запад-восток. С обеих сторон алтаря прилегают небольшие прямоугольные ризницы. Основные объёмы завершают восьмибоковым верхом, над нефом с пятью уступами, над алтарем и притвором — с четырьмя уступами, что увенчаны восьмёриками с куполами и крестами. Опоясывает церковь крыльцо, опирающееся на ступенчатые выступления срубов. Галерея церкви имеет четкую прямоугольную форму и большой выступ, под которым скрывается низ церкви.
К юго-западу от церкви расположена деревянная, трехъярусная, квадратная в плане колокольня, с балконом на втором ярусе, обращенным в сторону небольшой площади перед южным фасадом церкви. Покрыта палаточной крышей с колосниковой галереей над ним. Колокольня была построена в 1924 году мастером Михаилом Векличем.
14 июня 2010 года в церковь попала молния и произошёл пожар, однако от уничтожения памятник спасла автоматическая система пожаротушения.